# Tanjung Anom (Giri Mulya)
Tanjung Anom is een bestuurslaag in het regentschap Bengkulu Utara van de provincie Bengkulu, Indonesië. Tanjung Anom telt 2461 inwoners (volkstelling 2010).